# Уругвај на Светском првенству у атлетици на отвореном 2023.
Уругвај је учествовао на 19. Светском првенству у атлетици на отвореном 2023. одржаном у Будимпешти од 19. до 27. августа деветнаести пут, односно, учествовао је на свим првенствима до данас. Репрезентацију Уругваја представљало је 6 атлетичара који су се такмичили у 4 дисциплине. ,
Не овом првенству такмичари Уругваја нису освојили ниједну медаљу нити су остварили неки резултат.

## Учесници
Мушкарци: 
- Валентин Сока — 5.000 м
- Сантјаго Катрофе — 10.000 м
- Николас Куестас — Маратон
- Ернесто Андрес Замора — Маратон
- Кристијан Замора — Маратон
- Емулијано Ласа — Скок удаљ

## Резултати

### Мушкарци
| Атлетичар             | Дисциплина | Лични рекорд | Квалификације  | Квалификације  | Полуфинале | Полуфинале | Финале               | Финале       | Детаљи |
| Атлетичар             | Дисциплина | Лични рекорд | Резултат       | Место          | Резултат   | Место      | Резултат             | Место        | Детаљи |
| --------------------- | ---------- | ------------ | -------------- | -------------- | ---------- | ---------- | -------------------- | ------------ | ------ |
| Валентин Сока         | 5.000 м    | 13:30,68     | 14:16,15       | 21. у гр. 1    |            |            | Није се квалификовао | 43 / 43 (44) |        |
| Сантјаго Катрофе      | 10.000 м   |              |                |                |            |            | 28:28,49 НР, ЛР      | 17 / 22 (25) |        |
| Николас Куестас       | Маратон    | 2:11:03      | 2:19:20        | 44 / 54 (63)   |            |            |                      |              |        |
| Ернесто Андрес Замора | Маратон    | 2:10:35 НР   | 2:20:59        | 47 / 54 (63)   |            |            |                      |              |        |
| Кристијан Замора      | Маратон    | 2:11:02      | Није стартовао | Није стартовао |            |            |                      |              |        |
| Емулијано Ласа        | Скок удаљ  | 8,28 НР      | 7,72           | 14. у гр. А    |            |            | Није се квалификовао | 24 / 37 (39) |        |